# Grand Prix automobile de France 1947
 (juillet 2025).
Si vous disposez d'ouvrages ou d'articles de référence ou si vous connaissez des sites web de qualité traitant du thème abordé ici, merci de compléter l'article en donnant les références utiles à sa vérifiabilité et en les liant à la section « Notes et références ».
Résultats du Grand Prix automobile de France 1947 qui eut lieu sur le circuit Lyon-Parilly le 21 septembre 1947.

## Classement
| Pos  | N° | Pilote                             | Voiture           | Tour | Temps/Abandon    | Grille |
| ---- | -- | ---------------------------------- | ----------------- | ---- | ---------------- | ------ |
| 1    | 6  | Louis Chiron                       | Talbot-Lago T26   | 70   | 4 h 3 min 40 s 7 | 2      |
| 2    | 24 | Henri Louveau                      | Maserati 4CL      | 70   | + 1 min 37 s 9   | 1      |
| 3    | 2  | Eugène Chaboud                     | Talbot-Lago T150C | 69   | + 1 tour         | 3      |
| 4    | 30 | Louis Rosier                       | Talbot-Lago T150C | 69   | + 1 tour         |        |
| 5    | 32 | Charles Pozzi                      | Delahaye 135      | 67   | + 3 tours        |        |
| Abd. | 44 | Alberto Ascari                     | Maserati 4CL      | 63   | Piston           |        |
| 6    | 4  | Franco Comotti                     | Talbot-Lago T150C | 62   | + 8 tours        |        |
| 7    | 38 | Ian Connell Peter Whitehead        | ERA B-Type        | 61   | + 9 tours        |        |
| 8    | 40 | Pierre Meyrat Maurice Varet        | Delahaye 135 S    | 61   | + 9 tours        |        |
| Abd. | 28 | Reg Parnell Wilkie Wilkinson       | ERA E-Type        | 39   | Direction        |        |
| Abd. | 8  | Yves Giraud-Cabantous John Selsdon | Talbot T150C      | 39   | Moteur           |        |
| Abd. | 16 | Raph                               | Maserati 4CL      | 36   | Moteur           | 5      |
| Abd. | 18 | Pierre Levegh                      | Maserati 4CL      | 25   | Accident         | 4      |
| Abd. | 22 | Emmanuel de Graffenried            | Maserati 4CL      | 21   | Moteur           |        |
| Abd. | 42 | Luigi Villoresi                    | Maserati 4CL      | 4    | Moteur           |        |
| Abd. | 26 | Leslie Brooke                      | ERA E-Type        | 1    | Moteur           |        |
| Abd. | 10 | Luigi Chinetti                     | Talbot 26         | 1    | Moteur           |        |
| Abd. | 14 | Raymond Sommer                     | CTA-Arsenal       | 0    | Essieu arrière   | 13     |

## À noter
Au vingt-troisième tour, Pierre Levegh sur sa Maserati 4CL atteint les 200 km/h lorsque son vilebrequin lâche brutalement. Il ne peut contrôler sa voiture, quitte la route en pleine ligne droite et happe la foule, on relève plusieurs blessés, ainsi que trois morts.